# Чехув-Конт
Чехув-Конт (пол. Czechów Kąt) — село в Польщі, у гміні Рейовець Холмського повіту Люблінського воєводства. Населення — 143 особи (2011).

## Історія
За даними етнографічної експедиції 1869—1870 років під керівництвом Павла Чубинського, у селі здебільшого проживали греко-католики, які розмовляли українською мовою.
У 1975—1998 роках село належало до Холмського воєводства.

## Демографія
Демографічна структура станом на 31 березня 2011 року:
|          | Загалом | Допрацездатний вік | Працездатний вік | Постпрацездатний вік |
| -------- | ------- | ------------------ | ---------------- | -------------------- |
| Чоловіки | 65      | 14                 | 44               | 7                    |
| Жінки    | 78      | 13                 | 43               | 22                   |
| Разом    | 143     | 27                 | 87               | 29                   |